# Mia Hansen-Løve
Mia Hansen-Løve (ur. 5 lutego 1981 w Paryżu) – francuska reżyserka, scenarzystka i aktorka filmowa. Laureatka Srebrnego Niedźwiedzia za najlepszą reżyserię na 66. MFF w Berlinie za film Co przynosi przyszłość (2016).
Zasiadała w jury konkursu głównego na 80. MFF w Wenecji (2023).
Prywatnie w latach 2009-2016 była partnerką życiową reżysera Oliviera Assayasa, z którym ma córkę Vicky (ur. 200

## Filmografia

### Reżyser
- 2007: Tout est pardonné
- 2009: Ojciec moich dzieci (Le Père de mes enfants)
- 2011: Un amour de jeunesse
- 2014: Eden
- 2016: Co przynosi przyszłość (L'avenir)
- 2018: Maya
- 2020: Bergman island